# Luis de Roa y Ursúa
Luis de Roa y Ursúa (* 12. Dezember 1874 in Curicó, Chile; † 7. Juli 1947 in Rom, Italien) war ein chilenischer Priester und bedeutender Genealoge.

## Leben
Durch umfangreiche Quellenstudien in historischen Archiven rekonstruierte er die Biografien von weit über tausend Personen aus der Zeit der spanischen Konquista und der nachfolgenden Kolonialzeit in Chile.

## Werke
- Luis de Roa y Ursúa: La familia de Don Pedro de Valdivia conquistador de Chile. estudio histórico. Imprenta de la Gavidia, Sevilla 1935 (Dokumente Memoria Chilena).
- Luis de Roa y Ursúa: El Reyno de Chile 1535-1810. Estudio historico, genealogico y biografico. Talleres Tipográficas Cuesta, Valladolid 1945.